# Sudafrica ai Giochi della XVII Olimpiade
Il Sudafrica partecipò ai Giochi della XVII Olimpiade che si sono svolti a Roma dal 25 agosto all'11 settembre 1960, con una delegazione di 55 atleti impegnati in 12 discipline, per un totale di 46 competizioni.
Fu la dodicesima partecipazione di questo paese ai Giochi estivi. Furono conquistate tre medaglie: una d'argento e due di bronzo.

## Medagliere

### Per discipline
| Sport            | Oro | Argento | Bronzo | Totale |
| ---------------- | --- | ------- | ------ | ------ |
| Pugilato         | 0   | 1       | 1      | 2      |
| Atletica leggera | 0   | 0       | 1      | 1      |
| Totale           | 0   | 1       | 2      | 3      |

### Medaglie
| Medaglia | Atleta         | Sport            | Evento          |
| -------- | -------------- | ---------------- | --------------- |
| Argento  | Daniel Bekker  | Pugilato         | Pesi massimi    |
| Bronzo   | Malcolm Spence | Atletica leggera | 400 metri piani |
| Bronzo   | William Meyers | Pugilato         | Pesi piuma      |

## Risultati

### Pallanuoto
| Atleta | Classifica                                                                              |                      |
| --- | --------------------------------------------------------------------------------------- | -------------------- |
| V · D · M Nazionale maschile sudafricana di pallanuoto · Giochi olimpici - Roma 1960 Aucamp · Meredith · Nahon · Butler · Voges · Tinkler · Botha · Schwartz · Brown · CT : - | 9°                                                                                      |                      |
| Nazionale maschile sudafricana di pallanuoto · Giochi olimpici - Roma 1960 |                                                                                         |                      |
| Aucamp · Meredith · Nahon · Butler · Voges · Tinkler · Botha · Schwartz · Brown · CT: -                                                                                       | Aucamp · Meredith · Nahon · Butler · Voges · Tinkler · Botha · Schwartz · Brown · CT: - | Sudafrica (bandiera) |